# Индигирлаг

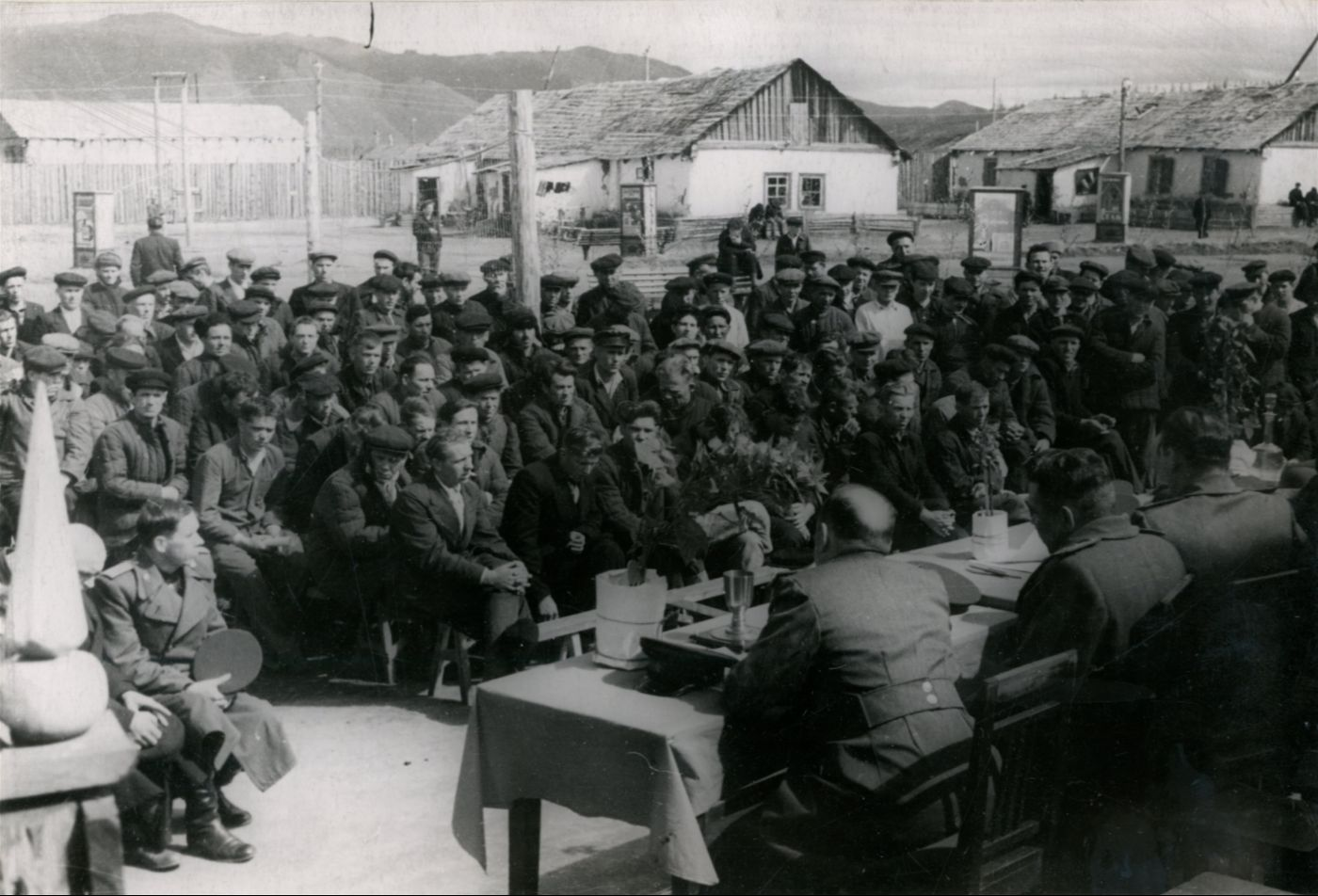
Общее собрание производственников лаготделения «Комендантский» по подведению итогов социалистического соревнования за I квартал 1955 года. Начальник управления майор Рудаков вручает начальнику лаготделения «Комендантский» майору Курильченко переходящее «красное Знамя». Из фотоальбома «Из опыта политико-воспитательной работы среди заключенных» Индигирского ИТЛ УСВИТЛа.

Индиги́рский исправи́тельно-трудово́й ла́герь (Индигирла́г), также известен как Индигирский ИТЛ Дальстроя, а также Индигирский ИТЛ УСВИТЛа — лагерное подразделение, действовавшее в структуре Дальстроя в период 1949—1958 гг. на территории ЯАССР.

## История

### Описание
Индигирлаг был организован 20 сентября 1949 года. Управление Индигирлага размещалось в поселке Усть-Нера, Якутская АССР. Вероятно, он был организован на базе лагерного подразделения, образованного при Индигирском ГПУ 20 сентября 1949 года.
Управление лагеря располагалось в поселке Усть-Нера Якутской АССР. В оперативном командовании оно подчинялось первоначально Главному управлению исправительно-трудовых лагерей Дальстрой, а позднее — Управлению северо-восточных исправительно-трудовых лагерей Министерства юстиции СССР (УСВИТЛ МЮ) (позднее УСВИТЛ передан в систему Министерства внутренних дел). В 1957 году Индигирлаг вошел в структуру Управления исправительно-трудовых колоний Министерства внутренних дел Якутской АССР. Максимальное единовременное количество заключенных достигало 13850 человек.

### Наводнения 1951, 1959 и 1967 годов

Усть-Нера 1959 год. Наводнение.

В краеведческом музее посёлка Усть-Нера хранятся фотографии, свидетельствующие о наводнениях, которые произошли в посёлке в мае 1951 г., в июле 1959 г., в мае 1967 г. Очевидцы первого наводнения рассказывали, что вода поднялась до второго этажа старой школы. Людей эвакуировали на сопку. Почти все продовольственные склады оказались под водой. После второго наводнения руководство района решило укрепить берег р. Индигирка. Все работники предприятий вышли на субботники, за неделю управились с работой.
Индигирлаг был закрыт 19 июля 1958 года. В настоящее время река Индигирка смыла ту часть берега, где стоял лагерь, вместе со старым зданием ВИГРЭ и первой улицей посёлка — на местном наречии «Охотным рядом».

### Производство
Основным видом производственной деятельности заключенных была добыча золота и вольфрама, работа на горнорудном комбинате, строительство. Также производилась добыча урановой руды
- работа на приисках «Маршальский», «Ольчан», им. Покрышкина, «Балаганах», «Панфиловский»,
- добыча золота на приисках «Кокарин»[4], «Юбилейный», «Разведчик», «Партизан»[5],
- разведка и добыча (в том числе подземная) вольфрамовой руды на Аляскитовом месторождении[6],
- строительство ремонтных мастерских[7], нерской электростанции, Аляскитового горнорудного комбината, ЛЭП Ольчан-Новопанфиловский, ЛЭП-35 Нера-Покрышкин-Богатырь[8],
- работа в совхозе «Балаганах»

Подпись
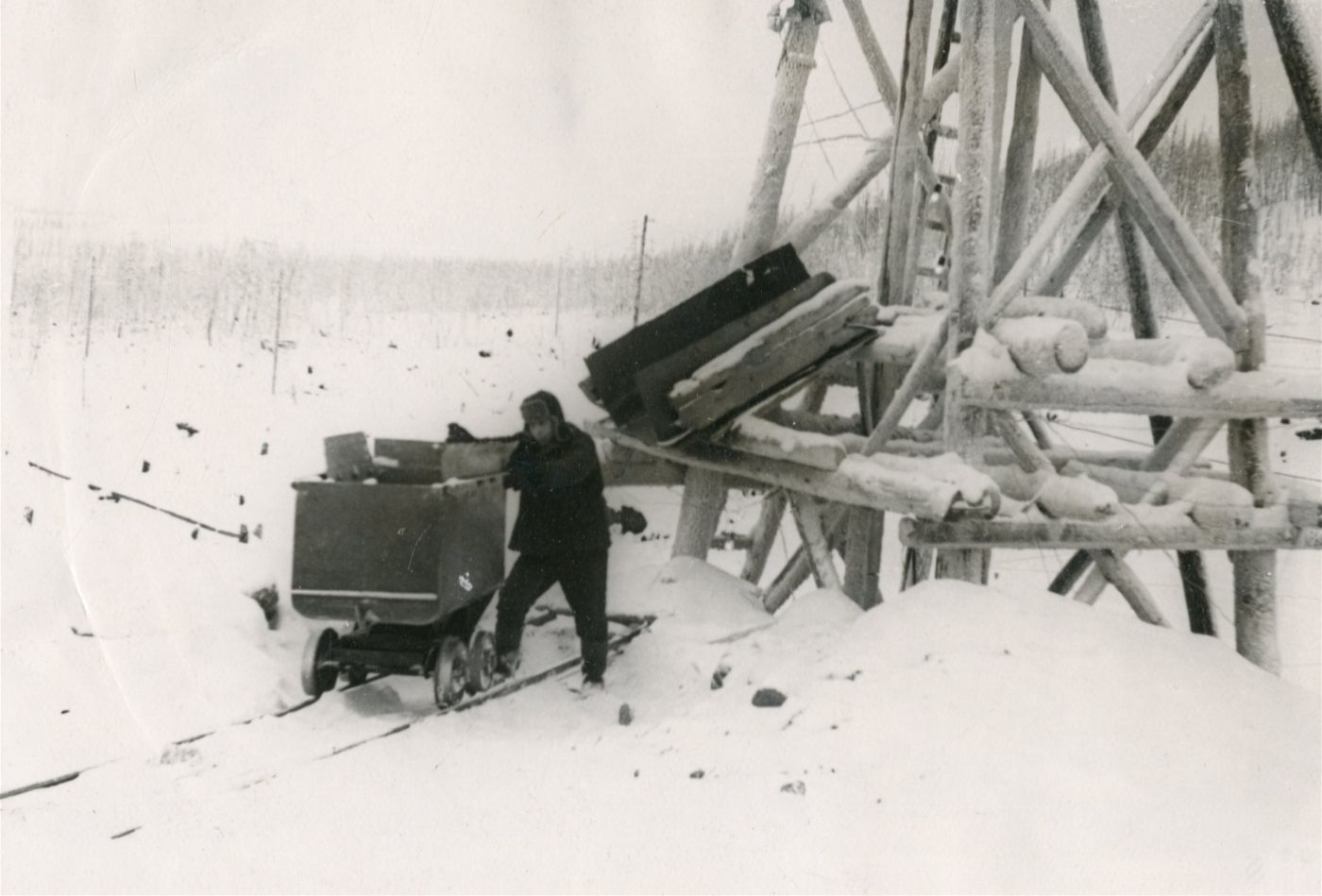
Отвальный молодёжной бригады Шароватова позразделения «Маршальский» Сироткин Валентин Спиридонович. Из фотоальбома «Из опыта политико-воспитательной работы среди заключенных» Индигирского ИТЛ УСВИТЛа. 1957 г.
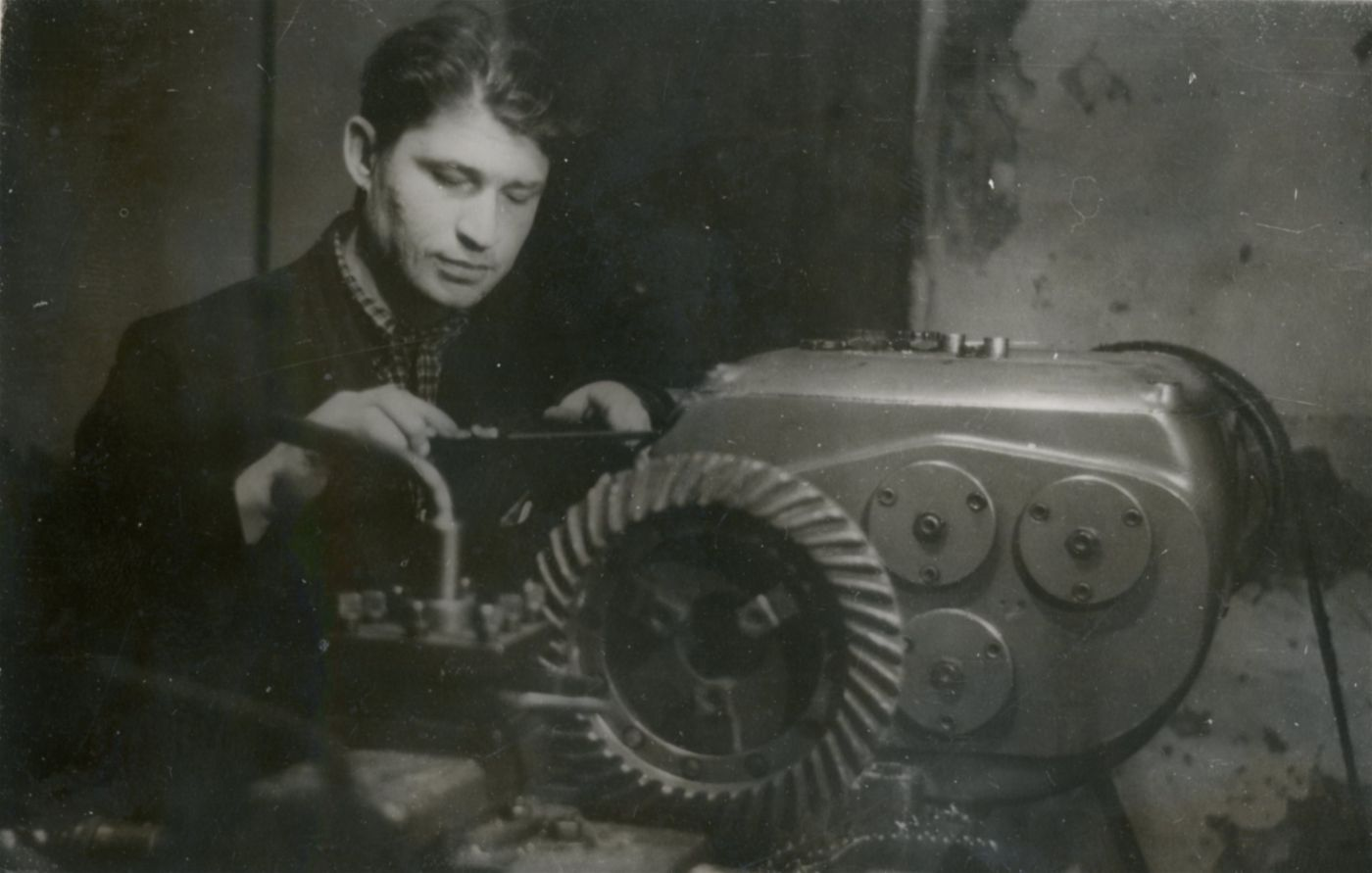
Изображение 2
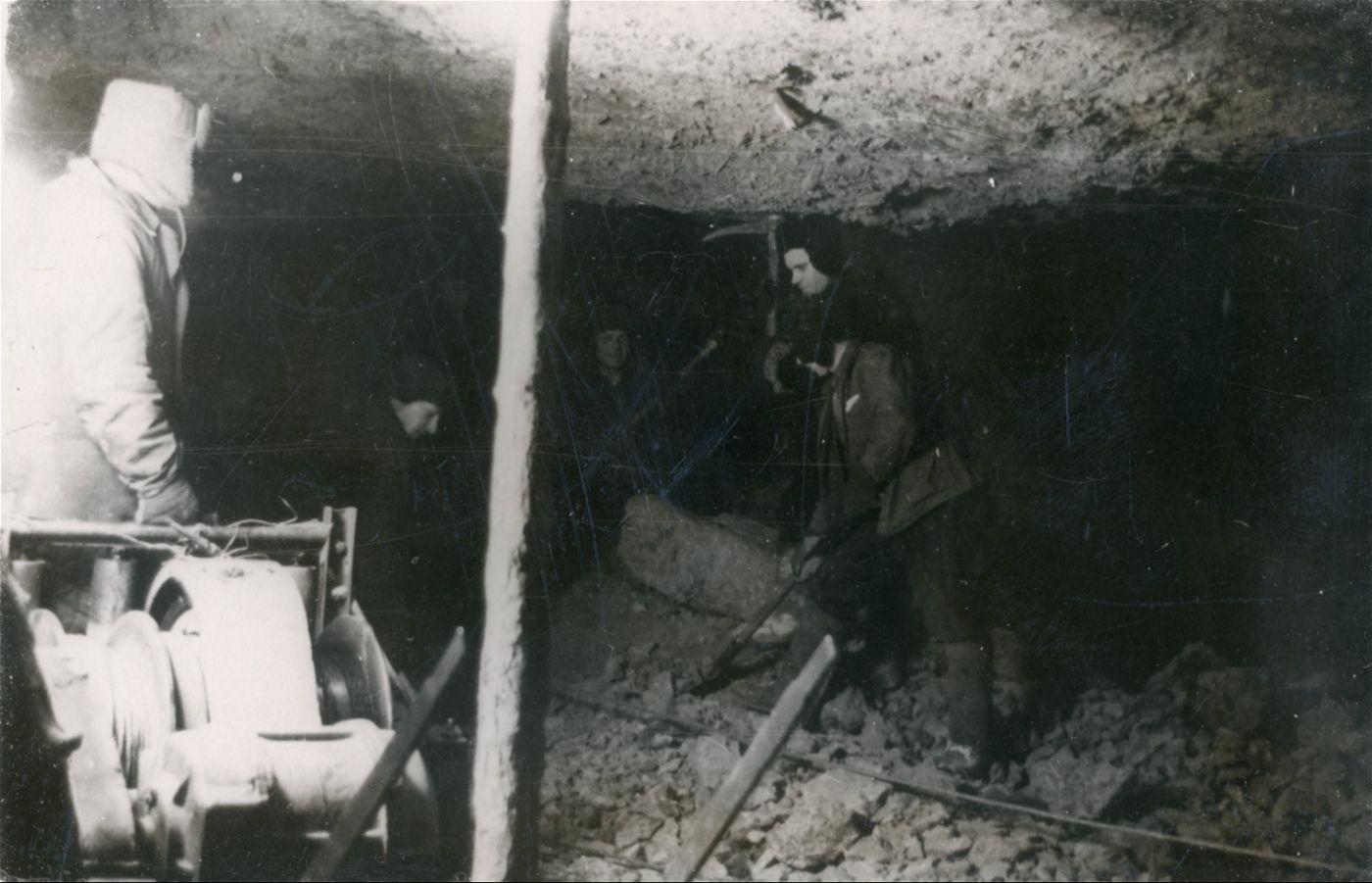
Бригада Андрея Ивановича Подосенова за работой в шахте

### Начальники
- нач. — полк. Смулов, не позднее 04.11.1949 — не ранее 17.03.1951
- горный директор 2-го ранга Веселов, не позднее 28.11.1951 — не ранее 05.01.1953
- п/п Потанин, упом. 01.08.1953

## Память
В 2001 на месте лагерного кладбища по инициативе Е. И. Арчаковой, директора Усть-Нерского музея и председателя местного отделения общества «Мемориал», установлен памятник жертвам репрессий в виде деревянного креста на валунном кургане, авторства Б.Сатеева. Надпись на плите ниже гласит: «И когда пришли на место, называемое Лобное, там распяли его… Иисус же говорил: Отче! Простите, ибо не ведают, что творят». Полотно дороги до захоронения отсыпано и выложено камнями из отвалов, где работали заключенные. Крест сооружен из бревен лагерного барака, обвит колючей проволокой, снятой с ограждения лагерной зоны. Ежегодно 30 октября, в день памяти жертв сталинских репрессий, у мемориала проходят памтяные траурные мероприятия.